# 东京都立青山高等学校
35°40′22.2″N 139°42′55.8″E / 35.672833°N 139.715500°E
东京都立青山高等学校（日语：東京都立青山高等学校）位于日本东京都涩谷区神宮前二丁目，为东京都都立高等学校。

## 历史
1940年1月12日，府立第十五中学校设置（东京市赤坂区青山北钉的东京府青山师范学校、府立十四中内）；同年1月23日，府立第十五中学校开校。
1942年2月6日，市立多摩中学校设立（东京市立渋谷商业学校内）。
1943年7月1日，都制移行，都立第十五中学校及都立多摩中学校改称。
1945年5月24日，美国空军在东京大空袭展开轰炸，青山北钉的校舍烧失。
1946年3月30日，都立多摩中学校废止，第十五中学校统合，「东京都立青山中学校」同青山北钉内旧东部第七部队（旧近卫歩兵第4连队）搬迁。
1947年4月1日，新制中学校涩谷区立外苑中学校开校、同居。
1948年4月1日，学制改革，都立青山新制高等学校设置、过渡期内旧制青山中学校并设。
1950年1月28日，东京都立青山高等学校改称。同年4月1日，男女共学开始；10月31日，创立10周年记念式典举行（地点：日比谷公会堂）。
1952年，学区合同选抜制度导入。
1959年4月1日，定时制设置。在校生杉本清治作词、昭和20年卒业小杉太一郎作曲的校歌制定。
1967年，学校群制度导入、戸山高校。
1969年，学园纷争激化，机动队250名士兵入住控制局势。
1994年，单独选抜制度移行。
1999年11月24日，创立60周年记念式典举行。
2003年11月27日，东京都教育委员会将其评选为重点学校。
2004年，国语・数学・英语三教科导入。
2008年3月，定时制闭课。
2010年10月30日，创立70周年记念式典举行（地点：日比谷公会堂）。

## 学校文化
「身体」「知性」「情操」「个性」「社会性」，为学校的育人目标。
- 「身体」，忍耐力、精神力、心身自己管理能力、危险回避能力。
- 「知性」，「知识人」、「知识」，求知求学。
- 「社会性」，社会洞察力，以及公德心、道德心。
- 「情操」，体验美・自然・其他感受力。
- 「个性」，独立自身的性格性情。

## 文化组织

### 文化部
- 生物部
- 戏剧部
- 美术部
- 轻音乐部
- 青山管弦乐团
- 调理部
- 漫画研究部
- 数学同好会
- 百人一首同好会

### 运动部
- 硬式野球部
- 排球部（男・女）
- 篮球部（男・女）
- 舞蹈部
- 羽毛球部
- 柔道部
- 剑道部
- 陆上競技部
- 游泳部
- 足球部
- 橄榄球部
- 硬式网球部（男・女）
- 软式网球部
- 台球同好会

## 交通
- 东京地下铁银座线，外苑前站，徒步3分钟。
- 都营地下铁大江户线，国立競技场站，徒歩15分钟。
- JR中央线，信濃町站或千駄谷站，徒歩15分钟。